# انول اتر

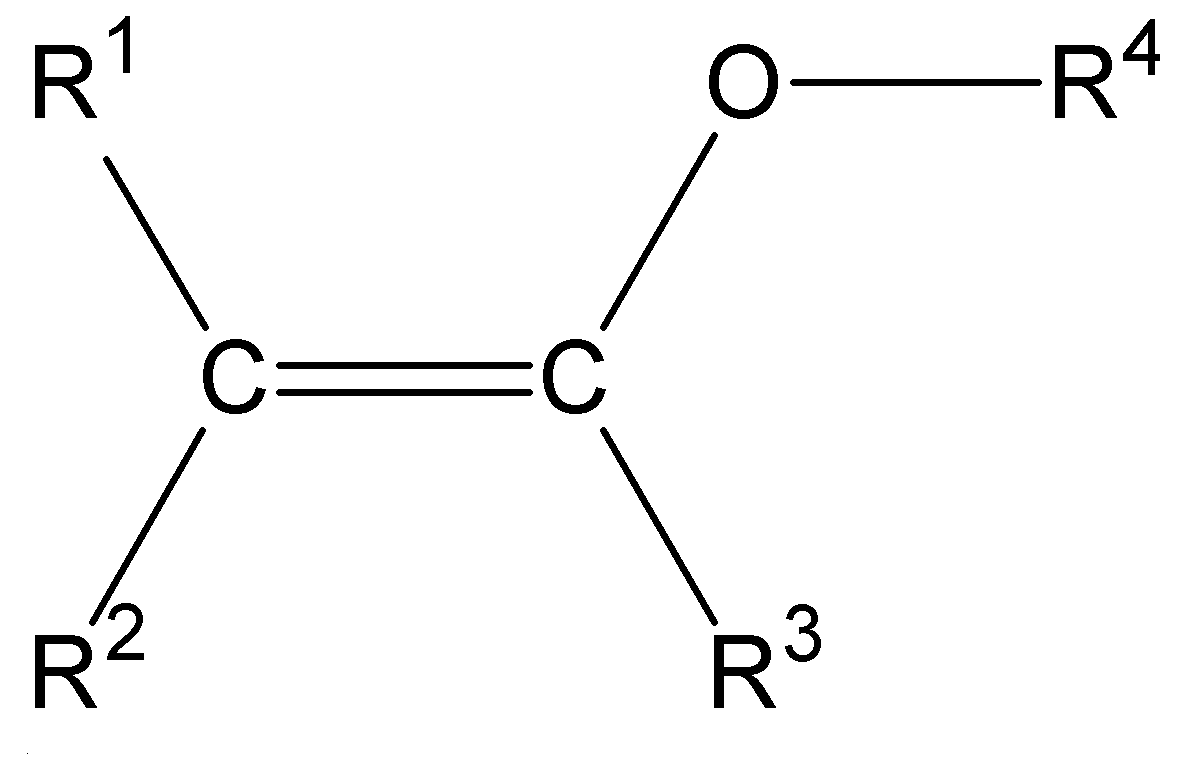
ساختار کلی انول اترها که در آن Rها می‌توانند گروه‌های آلکیل یا آریل باشند.

انول اترها(به انگلیسی: Enol ether) دسته‌ای از ترکیبات آلی هستند که در واقع یک استخلاف آلکوکسی از یک آلکن هستند. فرمول کلی این ترکیبات به صورت {\displaystyle R_{1}R_{2}C=CR_{3}-O-R_{4}} است که Rها می‌توانند گروه‌های آلکیل یا آریل باشند.